# Балуев, Анатолий Данилович
Анатолий Данилович Балуев (5 марта 1946, с. Кочёво, Пермская область, РСФСР — 13 мая 2013) — советский и российский кинорежиссёр и сценарист. Лауреат Государственной премии Российской Федерации в области искусства и литературы 2002 года. Представитель уральского документального кино.

## Биография
Родился в селе Кочёво Пермской области, там же окончил среднюю школу. Прошел службу в рядах советской армии с 1964 по 1966. В 1969 году поступил и в 1973 окончил киноведческий факультет Всесоюзного государственного института кинематографии (ВГИК).
Балуев работал на Свердловской киностудии с 1973 года в качестве редактора научно-популярных фильмов.
В 1976 году снял первый научно-популярный фильм «О, Велосипед». С этого времени занимался режиссёрской деятельностью.
С 1988 по 1999 годы занимался только режиссёрской и сценарной деятельностью. А с 1999 по 2006 годы работал режиссёром и руководителем объединения телефильмов на ГТРК «Урал» (Екатеринбург).

## Фильмография
| Год  | Название фильма                                          | Роль                          |
| ---- | -------------------------------------------------------- | ----------------------------- |
| 1976 | О, велосипед!                                            | Режиссёр                      |
| 1976 | Расчётно-кассовое обслуживание населения                 | Сценарист                     |
| 1979 | По собственному желанию                                  | Режиссёр, сценарист           |
| 1983 | Прощание славянки                                        | Режиссёр                      |
| 1988 | Фуга                                                     | Режиссёр                      |
| 1990 | Холм                                                     | Режиссёр                      |
| 1992 | Мы были дымом                                            | Режиссёр, сценарист           |
| 1994 | Волны (документальный фильм о писателе Игнатии Мошегове) | Режиссёр, сценарист           |
| 1996 | Тупи-тап                                                 | Режиссёр, сценарист           |
| 1998 | Хор                                                      | Режиссёр, сценарист           |
| 2000 | Быкобой                                                  | Режиссёр, сценарист           |
| 2001 | Россия, начало                                           | Режиссёр, сценарист           |
| 2002 | Дыхание жизни                                            | Режиссёр, сценарист           |
| 2003 | Мам                                                      | Режиссёр, сценарист           |
| 2005 | Сан-Донато                                               | Режиссёр, сценарист           |
| 2006 | Swing                                                    | Режиссёр, сценарист           |
| 2009 | Мираж                                                    | Режиссёр, сценарист, продюсер |
| 2011 | Серебряный конь                                          | Режиссёр, сценарист           |
| 2012 | Звездная пыль                                            | Режиссёр, сценарист           |

## Награды и достижения
Достижения
- Лауреат государственной премии Российской Федерации в области искусства и литературы 2002 года.
- Лауреат премии Пермской области в сфере культуры и искусства.
- Член академии киноискусств «НИКА»

Кинонаграды
- Главный приз международного фестиваля «Золото ФИПА» 2002 года в Биаррице (Франция) за фильм «Быкобой»